# Microrégion de Natal

Localisation de la microrégion de Natal

La microrégion de Natal est l'une des sept microrégions qui subdivisent la mésorégion de l'est de l'État du Rio Grande do Norte au Brésil.
Elle comporte 3 municipalités qui regroupaient 982 946 habitants en 2006 pour une superficie totale de 416 km2.

## Municipalités[1]
- Extremoz
- Natal
- Parnamirim